# رناتو کورچیو

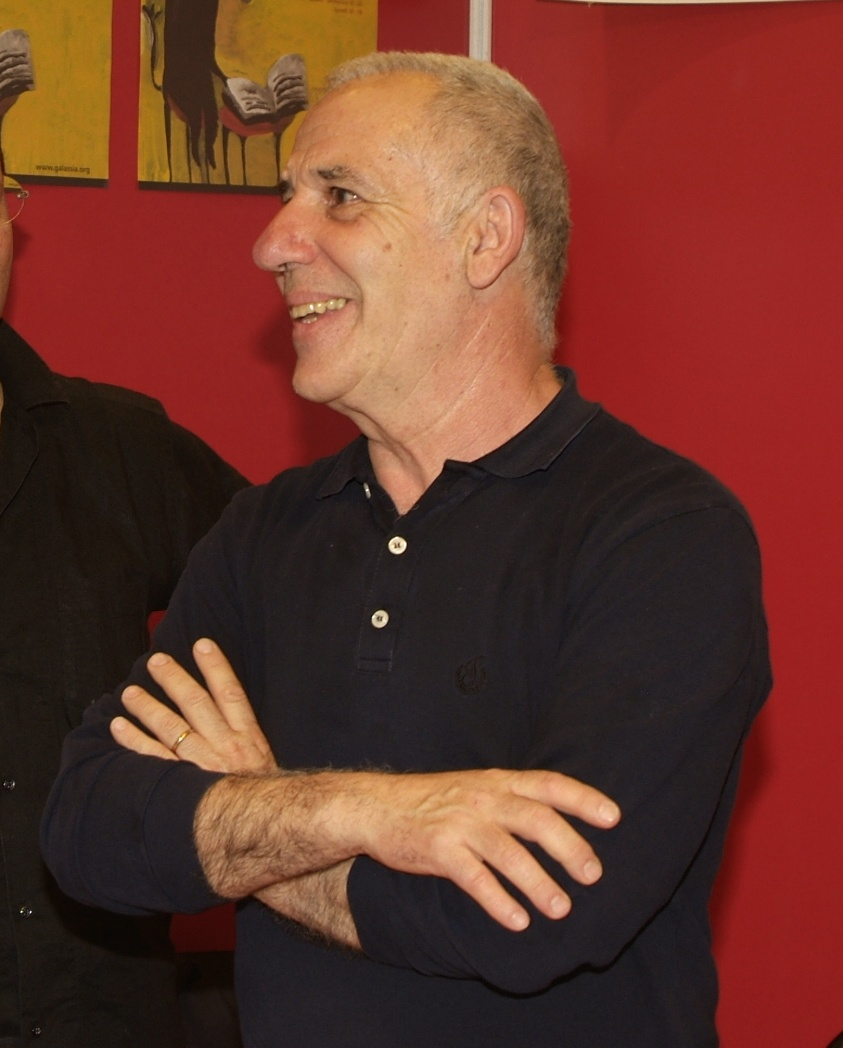
رناتو کورچیو (۲۰۰۸)

رناتو کورچیو (زاده 23 سپتامبر 1941 _ 1فوریه2025) ایتالیا، بنیان‌گذار و رهبر پیشین بریگاد سرخ گروه تروریستی و چپ گرای ایتالیایی در دهه ۱۹۷۰(میلادی) بود .
رناتو در خانواده‌ای فقیر در حوالی رم به دنیا آمد. مادر او خدمتکار خانواده‌های ثروتمند بود. دایی او فعال کارگری در کارخانه فیات بود که در ۱۹۴۵ کشته شد.
او در سال ۱۹۷۰ بریگاد سرخ را پایه‌گذاری کرد و در بین سال‌های ۱۹۷۲ تا ۱۹۷۵ به دلیل یک رشته بمب‌گذاری، ترور و آدم ربایی به شهرت رسید. کورچیو پس از یک بار دستگیری و فرار از زندان در ژانویه ۱۹۷۶ محاکمه و به حبس ابد محکوم شد. وی از اقدامات خود ابراز ندامت نکرد .